# 诚斋公祠
诚斋公祠，位于中国广东省湛江市雷州市调风镇禄切村，为湛江市雷州市的一个市级文物保护单位，类型为古建筑，公布时间为2001年8月17日。
诚斋公祠的历史年代为清代。